# Ciénaga de Zapata
Ciénaga de Zapata è un comune di Cuba, situato nella provincia di Matanzas.